# Robotniczy Klub Sportowy Garbarnia
Il Robotniczy Klub Sportowy Garbarnia, meglio conosciuto come Garbarnia, è una società di calcio polacca, con sede a Cracovia.

## Storia

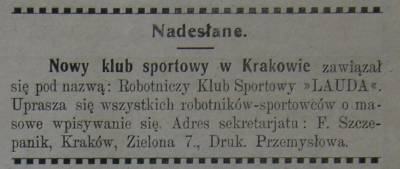
Articolo tratto dal Tygodnik Sportowy del 25 novembre 1921, dedicato alla fondazione del club.

Il club venne fondato nel novembre 1921 con il nome di Klub Sportowy Lauda, nome che mantenne sino al 1924 quando divenne Klub Sportowy Garbarnia.

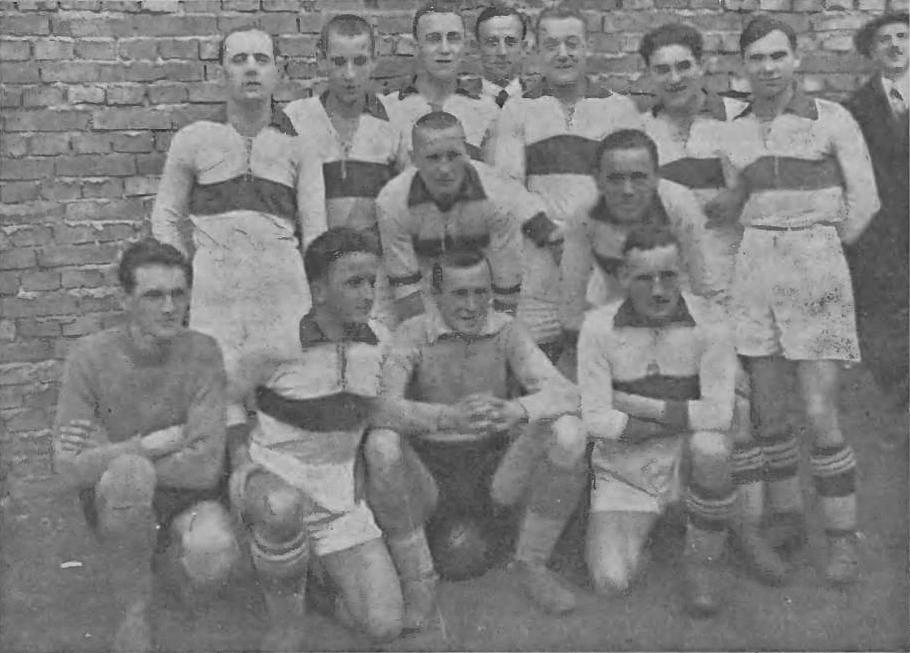
Formazione del 1929

Nella stagione 1929 accede alla massima serie polacca, ottenendo il secondo posto in campionato, pur avendo concluso il torneo a pari punti con i campioni del Warta Poznań. Due stagioni dopo, nel torneo 1931, il Garbarnia, guidato dall'austriaco Karl Jiszda, vince il campionato, ottenendo il suo primo e unico successo nazionale.
Dopo nove stagioni nella massima serie, il Garbarnia retrocede in cadetteria al termine della Liga 1937, ritornando in massima serie nella stagione 1939. Nel 1939 scoppia la seconda guerra mondiale e la Polonia venne occupata dalla Germania nazista, interrompendo la normale attività agonistica che riprese solo al termine del conflitto, nel 1945.
Ripreso il normale svolgimento dei campionati, il Garbarnia retrocedette nuovamente in cadetteria al termine della I liga 1948. Nel 1949 il club viene rinominato Zrzeszenie Sportowe Związkowiec, nome che manterrà solo sino al 1951, divenendo, dopo la fusione con il Korona Cracovia, Związkowe Koło Sportowe Włókniarz. Ritornato nella massima serie nel campionato 1950, retrocedendo nuovamente l'anno seguente. Dal 1951 al 1971 il club assume il nome di Terenowe Koło Sportowe Włókniarz.
Torna a giocare nella massima serie nella stagione 1955. Il campionato 1956 fu l'ultima stagione giocata nella massima serie dal club, non riuscendo più ad accedere alla massima serie polacca. Il club trascorse le stagioni seguenti nelle divisioni inferiori polacche.
Nel 1971 ritorna a denominarsi Robotniczy Klub Sportowy Garbarnia dopo la scissione con il Korona.
Nel 2018 il Garbarnia, guidato da Mirosław Hajdo, torna a giocare nella seconda divisione polacca dopo 44 anni, retrocedendo immediatamente al termine della I liga 2018-2019.

## Palmarès

### Competizioni nazionali
- Campionato polacco: 1

1931
- III liga: 1

2016-2017 (gruppo 4)